# Tuta gold
«Tuta gold» (traducido como Chándal dorado) es una canción del cantante italiano Mahmood. Fue lanzada como descarga digital y para transmisión el 7 de febrero de 2024 por Island Records y Universal Music. Fue escrito por Mahmood con Jacopo Ettorre y Francesco "Katoo" Catitti. 
La canción fue la entrada de Mahmood para el Festival de la Canción de San Remo 2024, la 74.ª edición del festival musical italiano que también sirve como selección del acto para el Festival de la Canción de Eurovisión, donde quedó sexto en la gran final.

## Recepción
La canción recibió críticas generalmente favorables de los críticos musicales italianos. Silvia Danielli de Billboard Italia escribió que la canción retoma los sonidos de las canciones «Calipso» y «Dorado», con letras "frescas" y "espontáneas". Chiara Oltolini de Vanity Fair Italia encuentra "una cierta abundancia de anglicismos" en el texto, apreciando el "atractivo ritmo tribal" y la vocalidad del cantante. Andrea Conti de Il Fatto Quotidiano afirma que es una canción "poderosa y atractiva", considerándola "rica en ritmo, bajo y sonidos del sur del Mediterráneo". Francesco Prisco de Il Sole 24 Ore describe la canción como "urbana superproducida, ambientada en las afueras de los suburbios".
Il Messaggero afirma que es un nuevo «Soldi», aunque "ya se escucha" por su sonido y sus temas, que tratan de "los hermanos perdidos, de los suburbios y del padre que quiere quitarle el apellido". Fabio Fiume, de All Music Italia, afirma también que la canción "no sorprende" en la letra y "sigue expresiones típicas de un mundo en el que el artista vive y sigue proponiendo", pero valora su producción "moderna y joven".
En febrero de 2024 surgieron memes relacionados con la canción, luego que la frase I gilet neri pieni di zucchero (en español: «Las chaquetas negras llenas de azúcar») fuera interpretada por algunas personas como I cileni ripieni di zucchero (en español: «Los chilenos rellenos de azúcar»). La marca de galletas Mulino Bianco, luego de ver uno de los memes en que se representaba un supuesto envase de «Chilenos rellenos de azúcar», envió a Mahmood el 11 de marzo una bolsa gigante de dicho producto ficticio.

## Video musical
Un vídeo musical que acompañó el lanzamiento de «Tuta gold» se lanzó por primera vez en YouTube el 7 de febrero de 2024. El vídeo fue dirigido por Attilio Cusani y fue rodado en Rozzol Melara, Trieste.

## Listas de éxitos
| Listas (2024)                     | Posición más alta |
| --------------------------------- | ----------------- |
| Global 200 (Billboard)            | 52                |
| Grecia International (IFPI)       | 11                |
| Italia (FIMI)                     | 1                 |
| Italia Airplay (EarOne)           | 1                 |
| Lituania (AGATA)                  | 44                |
| Luxemburgo (Billboard)            | 19                |
| San Marino (Radio San Marino RTV) | 1                 |
| Suiza (Schweizer Hitparade)       | 2                 |